# Коготь тигра
«Коготь тигра» (англ. Tiger Claws) — кинофильм, боевик с восточными боевыми искусствами.

## Сюжет
Детектив нью-йоркской полиции Линда Мастерсон подключается к расследованию серии загадочных убийств: убитые — известные каратисты, у всех убитых минимальные внешние повреждения, но внутренние органы смертельно разрушены, а на лицах — рваные раны, как будто оставленные ударом когтей огромного животного.
В помощь Линде, в качестве консультанта, дают детектива Терека Ричардса — специалиста в восточных единоборствах. Ричардс недавно был отстранён от службы за несанкционированный арест, и работа в качестве консультанта — его шанс восстановиться на службе. Увидев фотографии убитых, Ричардс опознаёт стиль единоборств убийцы — это китайский стиль тигра, тот стиль, которым много лет занимался в Китае сам Ричардс.
Ричардс и Мастерсон решают найти в Нью-Йорке школу боевых искусств, обучающую стилю тигра. Понимая, что школа, скорее всего, подпольная, они начинают расспросы в Чайна-тауне и скоро узнают об учителе Чоу, тайно преподающем стиль тигра в здании закрытого кинотеатра. Ричардс считает, что единственный способ пролить свет на убийства — это попробовать внедриться в число учеников школы.
Сначала Чоу не принимает Ричардса, посчитав его за новичка, но Ричардс демонстрирует своё мастерство и рассказывает, что много лет изучал стиль тигра в Китае. Китайский учитель Ричардса оказывается давним другом Чоу, и из уважения к нему Чоу разрешает Ричардсу приступить к занятиям.
В школе среди учеников подозрение сразу падает на одного агрессивного грубияна с уголовным прошлым, и Ричардс не сразу обращает внимание на незаметного художника Чонга, разрисовывавшего стены тренировочного зала. Не найдя других зацепок, Ричардс и Мастерсон решают арестовать ученика, на которого пало подозрение, в полицейском управлении об аресте громко заявляют прессе, утверждая, что серийный убийца пойман, но у задержанного оказывается неопровержимое алиби, и Ричардса и Мастерсон с позором отстраняют от расследования. Огорчённые, они решают ещё раз перепроверить расшифровки аудиозаписей, сделанных Ричардсом при помощи скрытого микрофона при общении с учениками школы. Изучая расшифровки, они неожиданно наталкиваются на запись, однозначно свидетельствующую о том, что убийца — школьный художник Чонг, который, как оказалось, тоже давно изучал стиль тигра и достиг больших высот мастерства.
Ричардс и Мастерсон бросаются в школу чтобы арестовать Чонга и с ужасом обнаруживают, что Чонг убил всех учеников и самого учителя Чоу. Чонг не успел покинуть школу, Ричардс и Мастерсон пытаются задержать его, но ему удаётся ускользнуть. В школе детективы обнаруживают алтарь, посвящённый тигру, на который Чонг приносил предметы, взятые в качестве трофеев у убитых им каратистов.
Чонга не приходится искать — на следующий день он сам нападает на Ричардса и Мастерсон на пристани. Ричардсу приходится вступить с убийцей в смертельную схватку. Чонг оказывается блестящим мастером стиля тигра, но в тяжёлом бою Ричардсу всё же удаётся победить и арестовать его.

## В ролях
| Актёр         | Роль            |
| ------------- | --------------- |
| Синтия Ротрок | Линда Мастерсон |
| Джалал Мерхи  | Терек Ричардс   |
| Боло Йен      | Чонг            |